# 杜武亮
杜武亮（英語：Loring W. Tu, 1952年—）是一位美国台裔数学家。

## 生平
1952年出生于臺北市，1965年随母亲来到美国阿拉巴马州和父亲汇合，后随父母转到加拿大阿尔伯塔省继续读中学，拿到麦吉尔大学奖学金，后转学到普林斯顿大学，后获得哈佛大学博士学位。师从美国数学家菲利普·格里菲斯。后任教于塔夫茨大学数学系。和匈牙利裔美国数学家拉乌尔·博特经常合作。
2024年11月13日，塔夫茨大学宣布杜武亮计划在2025年底退休后，将捐超过1000万美元的款项给塔夫茨大学，并以其祖父杜聪明（Tsungming Tu）的名字重命名该校2017年建成的科学与工程综合大楼，以兹感谢。

## 家庭
祖父是台湾医学家杜聰明，父亲是杜祖智，哥哥是杜武青、弟弟是杜武祥。